# Pornografisk film
Pornografisk film, även porrfilm, sexfilm, p-film, p-rulle, ibland också kallat vuxenfilm, är en film som mer eller mindre närgånget skildrar sexuella handlingar. Syftet är i regel att hos tittaren locka till sexuell upphetsning, medan filmens handling i övrigt vanligen ägnas mindre intresse. Inom modern filmvetenskap ses den ibland som en av flera kroppsgenrer. Porrskådespelare är sexarbetare som producerar sexuell underhållning, och de har ofta erfarenheter av andra typer av sexarbete.
Pornografiska filmer har funnits nästan lika länge som filmtekniken, och de har generellt mycket gemensamt med andra pornografiska verk. Under 1970-talet legaliserades produktion och visning i många länder, och efter en period med allmän biovisning av större mjukpornografiska produktioner har video, betal-TV och därefter Internet kommit att ta över distributionen.
Den mesta produktionen är riktad mot en heterosexuell manlig publik, men under Internet-åldern har allt fler olika undergenrer riktats mot även andra målgrupper, kinks och sexuella läggningar. Den stora spridningen av gratis tillgänglig porrfilm via Internet har både ökat konsumtionen och lett till minskade inkomster för branschen. Fortfarande under 2010-talet är dock strömning av pornografisk film en av de största användningsområdena för Internet.

## Historia

### De första filmerna
Pornografisk film har funnits nästan lika länge som filmtekniken. Den tidigaste porrfilmen man känner till är Le Coucher de la Marie som är inspelad redan 1896 (bara ett år efter den första offentliga filmvisningen), av filmpionjärerna Eugène Pirou och Albert Kirchner. Filmen var ursprungligen sju minuter lång, men på grund av skador som uppstått medan filmen samlat damm i franska filmarkiv så återstår idag bara två minuter.
Eftersom de två filmpionjärerna Pirou och Kirchners karriärer som porrfilmsregissörer är tämligen okända utpekas ofta andra verk som den allra första porrfilmen. I Patrik Robertsons bok Film Facts hävdar författaren till exempel att den franska filmen A L'Écu d'Or ou la bonne auberge från 1908 skulle vara den första.
Redan i dessa tidigare verk är flera senare porrfilmskonventioner redan etablerade. Am Abend (~1910) är en kortfilm på cirka 10 minuter i vilken en kvinna börjar med att ensam onanera i ett sovrum för att sedan, tillsammans med en man, genomföra ett vaginalt samlag, fellatio och analsex.
1915 års amerikanska A Free Ride inledde en lång period av "stag films".  Dessa var anonymt producerade kortfilmer, i en miljö där porrfilm var förbjuden. Under stumfilmseran på 1920-talet var pornografiska filmer väl spridda och visades ofta upp på bordeller.

### 1960- och 1970-talen

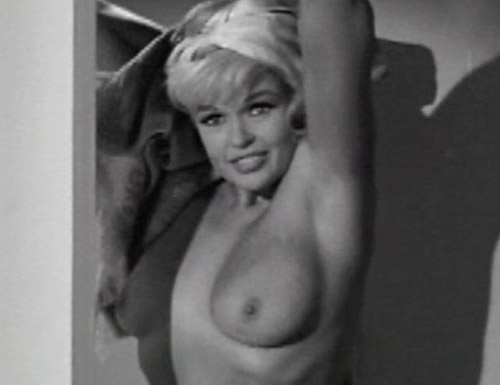
Jayne Mansfield var den första amerikanska mainstreamfilmstjärna som visade sig naken i Promises! Promises! (1963).

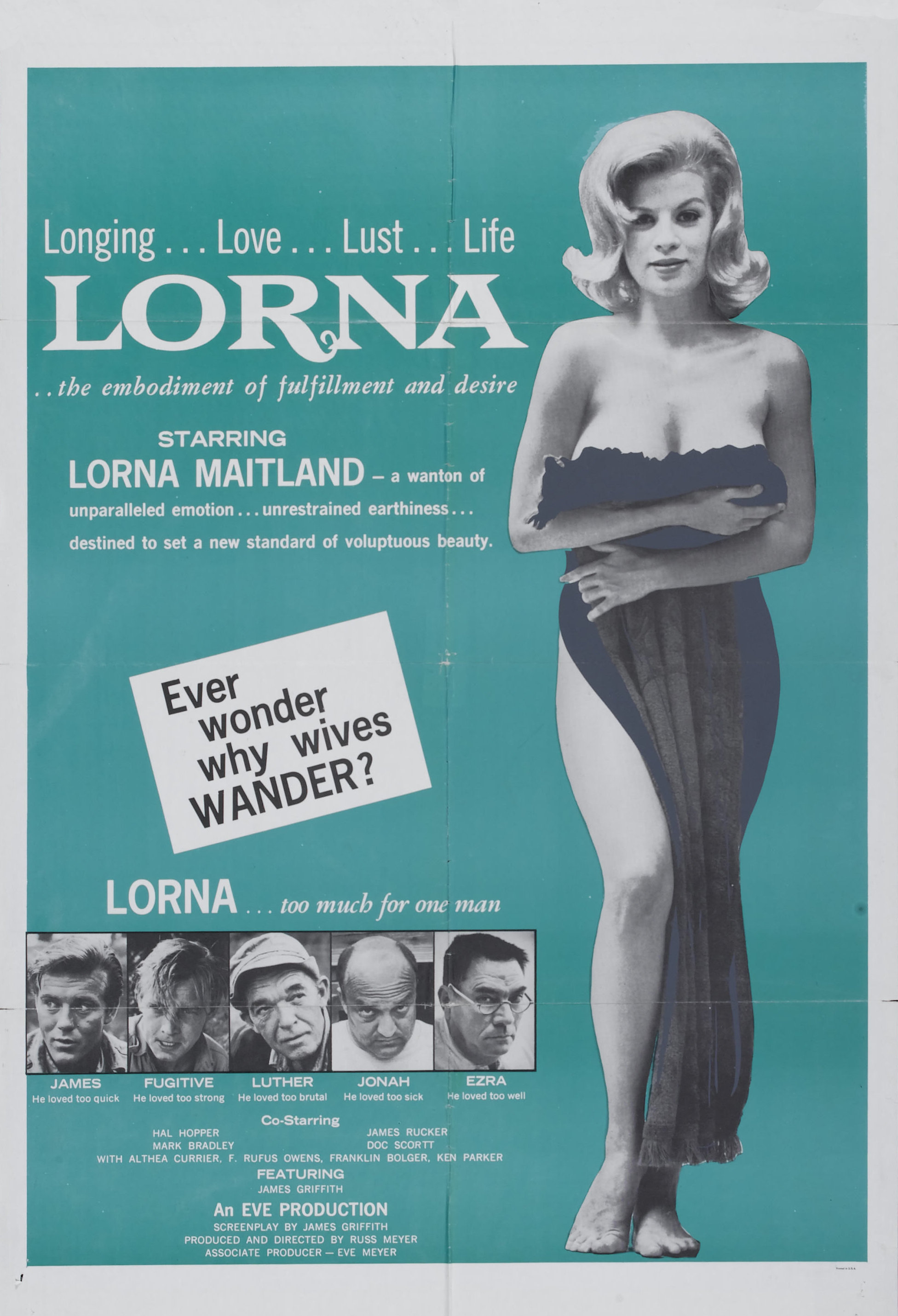
Lorna Maitland medverkade på 60-talet i tre sexfilmer av Russ Meyer, som helt saknade explicita sexscener.

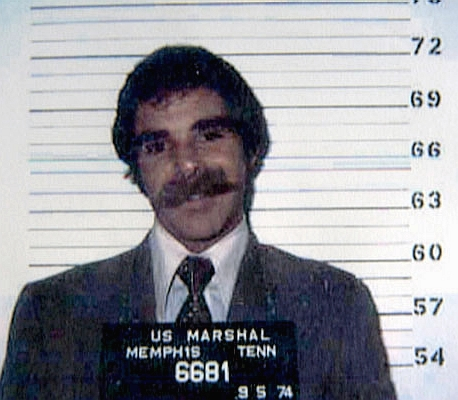
Harry Reems, 1974.

Sverige låg i framkant för att luckra upp de hårdare lagarna som då rådde. På 1960-talet kom Vilgot Sjömans film Jag är nyfiken – gul, med Lena Nyman i huvudrollen. Trots att filmen, liksom den andra filmen i serien Jag är nyfiken – blå, främst var inriktade på samhällskritik och egentligen inte alls lade någon som helst fokus på sex och sexualitet, kom filmerna att minnas för en explicit – per definition emellertid inte mer än mjukpornografisk – sexscen mellan Lena Nyman och Börje Ahlstedt. Under samma tid gjorde Super8-formatet det möjligt för konsumenter att själva filma amatörpornografi och även titta på pornografisk film hemma.
I USA minskade produktionskodens, filmindustrins självcensurs, inflytande kring 1960-talet och det blev vanligare med exploitationfilmer. Detta inkluderade olika typer av "sexploitation" och så kallade "nudie cuties" som inte var direkt pornografiska men innehöll många nakenscener. Jayne Mansfield blev den första amerikanska mainstreamfilmstjärna som visade sig naken på ljudfilm i Promises! Promises! (1963).
Då de amerikanska lagarna under 1970-talet luckrades upp så släpptes många klassiska verk, exempelvis Långt ner i halsen, Bakom lustans gröna dörr, Djävulen i miss Jones, Debbie Does Dallas. Dessa filmer hade stora produktionsvärden och spelade in avsevärda mängder pengar. Detta skedde dock inte utan att skapa stor kontrovers, och speciellt Långt ner i halsen skapade rubriker i och med flertalet rättegångar rörande obsceniteter samt fällandet av Harry Reems (som från början rekryterades till filminspelningen i rollen som ansvarig för ljussättningen). Han blev den första skådespelare att åtalas av en federal amerikansk domstol på grund av distribution av film över delstatsgränser.
Under 1970-talet spelades också in flera filmer med John Holmes i huvudrollen som sedan blev välkänd. Det var också under 1970-talet som Ilona Staller blev välkänd.

### 1980-talet
Under 1980-talet fullkomligt exploderade branschen, i och med att vanliga video-apparater gjorde det möjligt för folk att se pornografi i sina egna hem. Detta var mer praktiskt än Super8-filmprojektorer som användes tidigare.
Det var också avsevärt billigare att producera filmer med videokamera än med riktiga filmkameror. Utvecklingen av allt mindre och mer lätthanterliga videokameror underlättade för den växande populariteten för gonzopornografi, en filmisk stil där konsumenten via subjektiv kamera lättare kan identifiera sig med en av deltagarna i sexscenen. Detta bidrog till att skala av "långfilmskänslan" från 1970- och 1980-talens bredare biofilmspornografi, för att inrikta filmerna mer mot själva de sexuella handlingarna.

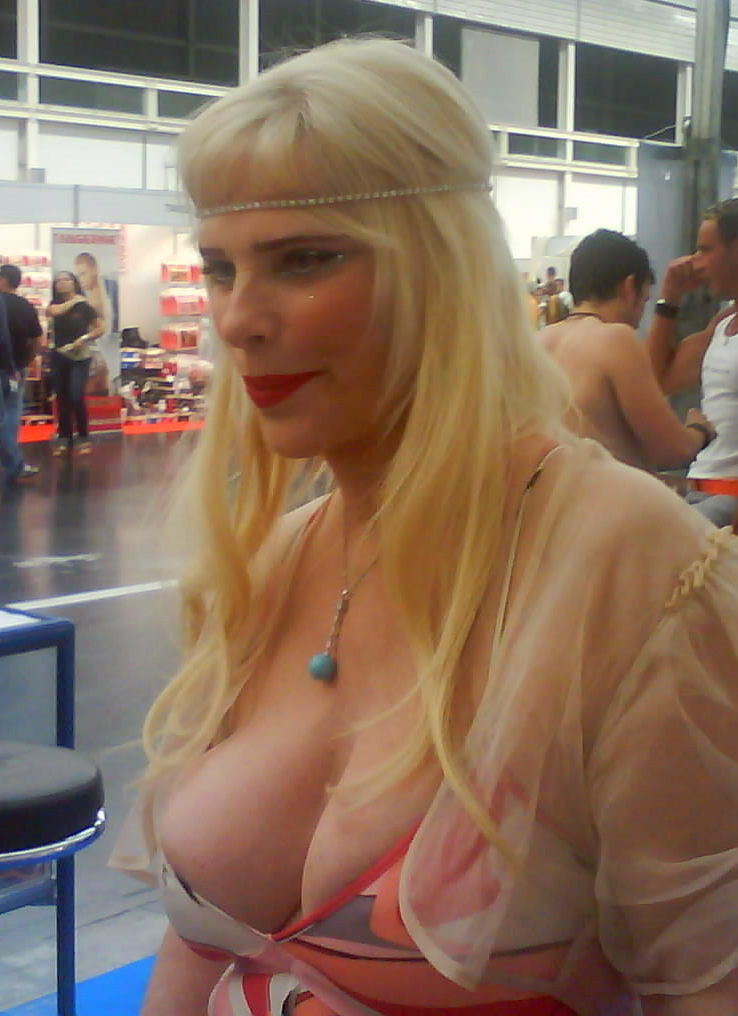
Ilona "Cicciolina" Staller, italiensk porrskådespelare med politisk karriär.

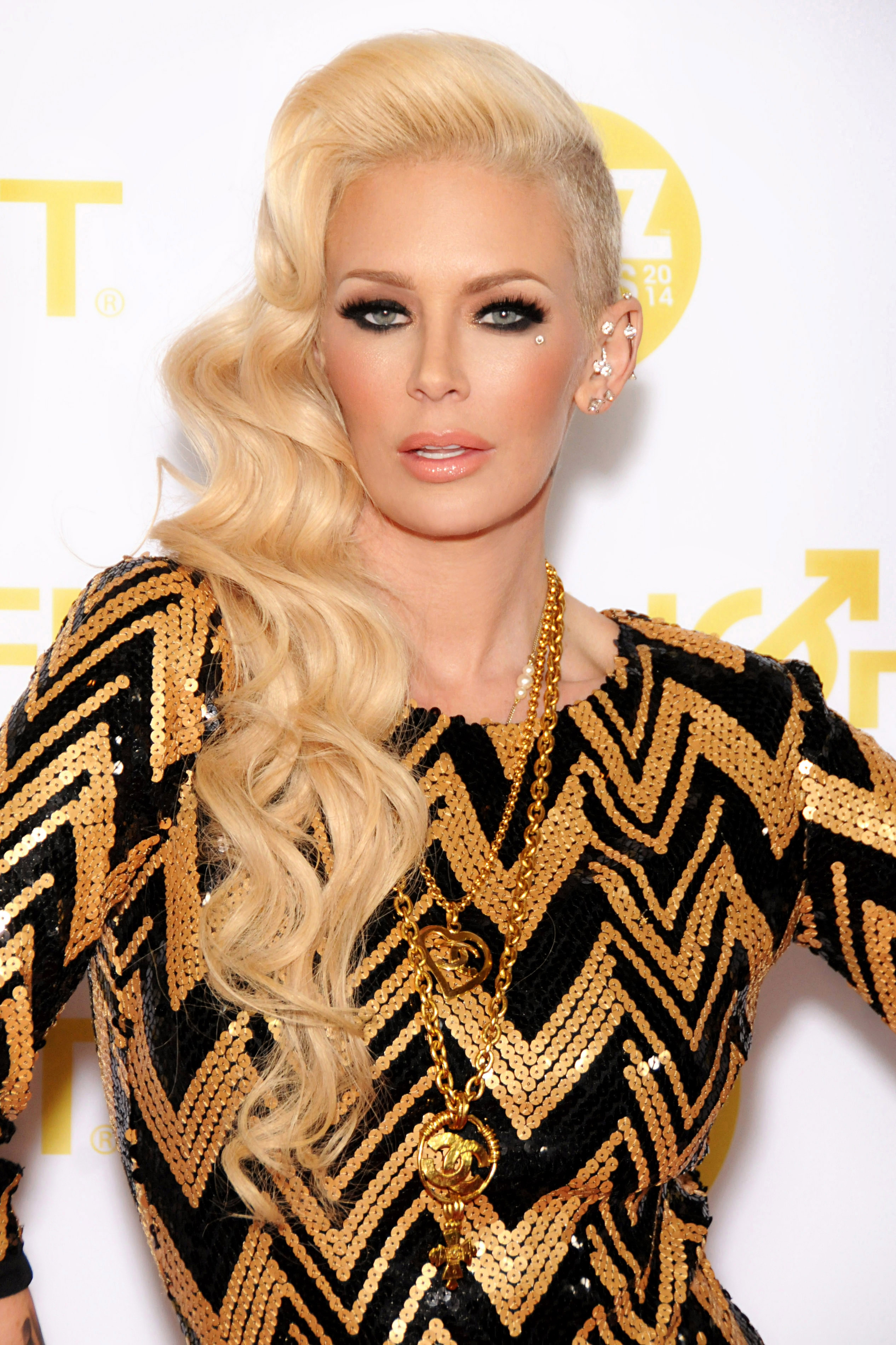
Jenna Jameson, ett stort namn runt millennieskiftet.

### 1990-talet
Efter Berlinmurens fall och Sovjetunionens upplösning inträdde en liberalisering av stora delar av den allmänna kulturen i Europa och västvärlden i stort. I likhet med hur 1960-talets frigörelseanda spillde över i den sexuella revolutionen och pornografins legalisering i en mängd länder, innebar 1990-talet en ny frihetlig period med acceptans för en mängd olika sexuella uttryck. Under decenniet utvecklades även den tredje vågens feminism, vilken lyfte fram HBTQ-rättigheter på ett starkare sätt.
Västvärlden upplevde en "porn chic"-period, som i kabel-TV-kanaler och ungdomliga kvinno- eller mjukporrtidningar testade olika typer av sexualiserade uttryck. I Sverige var TV3-programmet Tutti frutti ett exempel på denna trend, och i betalkanaler som TV1000 och Filmnet visade både hård- och mjukpornografisk film återkommande runt eller efter midnatt. Parallellt visade många TV-kanaler debattprogram eller dokumentärer där pornografi eller den pornografiska branschen belystes.
Under årtiondet blev det allt vanligare med skådespelare från Ryssland, andra före detta sovjetrepubliker och andra före detta Warszawapaktsländer i både amerikanska och europeiska produktioner. Både Ungern och Tjeckien började nu framträda som betydande producentländer, bland annat genom tillgång till teknologi, nyfikenhet på västerländsk kultur. och relativt outvecklad kvinnorörelse.
Under 1990-talet blev analsex och djup/dominerande fellatio (engelska: deepthroat eller facefucking) allt vanligare i filmer från John Staglianos Evil Angel. Lågbudgetregissörer som Max Hardcore gjorde sig samtidigt namn med hjälp av mycket extrem porrfilm.
Sedan 1995 håller branschtidningen AVN en Porrfilmens egen Oscarsgala i Las Vegas, med priser i många kategorier. Det mest prestigefyllda vid sidan av Bästa film är priset AVN Hall of Fame.

### Sedan millennieskiftet
Sedan slutet av 1990-talet har Internet kommit revolutionera både distribution och konsumtion av pornografisk film. Konsumtionen behövde inte längre en TV-apparat, vilket förstärkte mediets möjlighet som upphetsningsmaterial vid onani. På engelska beskrivs fördelarna som de tre A:na – Accessability (tillgänglighet), Affordability (överkomlighet) och Anonymity (anonymitet). Detta har också lett till att kvinnor (som tidigare/ofta ansetts vara ointresserade av sexuella bilder) i allt högre grad blivit konsumenter.
Parallellt har reklamvärlden fortsatt att snappa upp sexualiserade budskap, poser och blickar som är vanliga i den pornografiska världen.
Internet och DVD har gjort produktionen av pornografisk film än enklare. Bara i USA framställs ofta cirka 20 000 fullängdsproduktioner per år. Porrfilmsindustrin har delvis imiterat den reguljära filmindustrin, med skillnaden att statliga bidrag inte delas ut till produktionerna. Det finns även filmfestivaler för branschen som ”Hot d’or”-festivalen i Cannes, arrangerad samtidigt som den vanliga filmfestivalen.
Under 2010-talet har ett allt snabbare Internet tagit över som den främsta distributionskanalen för pornografisk film, antingen via nedladdning eller strömning. Porrfilmsbranschen har, i likhet med musik- och filmbranschen i stort, påverkats negativt av piratkopiering. Filmerna når i stor utsträckning konsumenterna via kommersiella videogemenskaper som Pornhub och XVideos, vars material till stor del består av illegalt uppladdade filmer eller scener/scenkavalkader ur filmer. Den i stort sett fria tillgången via Internet har dock närmast normaliserat konsumtionen hos många yngre. Att porrskådespelare numera allt oftare verkar som influerare i sociala medier och som fristående entreprenörer (bland annat via Onlyfans och Manyvids) har sedan mitten av 2010-talet gjort att Generation Y blivit en allt mer betydelsefull kundgrupp för branschen.
I nutida pornografisk filmproduktion är långfilmsformatet av mindre betydelse. Betydligt vanligare är antologier av liknande scener, eller kortare filmer/videor på ofta långt under en timmes längd. Porrskådespelare i USA talar numera ofta om inspelningar av scener (engelska: scenes) än av inspelning av filmer (amerikansk engelska: movie). Den allt högre tillgängligheten har gjort allt fler både män och kvinnor till porrfilmskonsumenter, men den obscena karaktären hos materialet gör att porrfilm och dess deltagare fortfarande omges av negativa attityder. Den höga tillgängligheten har också gjort presentationer av våldsamma sexfantasier allt synligare (fast möjligen inte relativt sett vanligare), vilket lett till kritik mot en förråande pornografisk kultur. Samtidigt har intresset för olika typer av skådespelare och utseenden ökat bland de yngre porrkonsumenterna, vilka i många fall har en mindre fast uppfattning om sin egen sexualitet.

## Genre och genrer
Pornografisk film är på många sätt en egen filmgenre. Den har av filmvetaren Linda Williams beskrivits som en av flera kroppsgenrer, och där skräckfilmen syftar till att uppväcka rädsla, har den pornografiska filmen främst åskådarens upphetsning som mål. Produktionsapparaten och cinematografin är också till stora delar lika som den hos exempelvis amerikansk mainstreamfilm à la Hollywood. Ibland kan den pornografiska filmen till och med beskrivas som konst, genom dess säregna och ofta svårbemästrade utmaningar. Dessa kan också vara olika, beroende på vilken pornografisk filmgenre som är aktuell för ett visst produktionsteam:
- Bukkake – pornografi med fokus på ejakulation och sperma över en kvinna eller man.
- Heterosexuell pornografi, gjord främst för män, vilket leder till att en nästan separat genre skapats härunder, gjorda för par.
- Lesbisk pornografi, främst gjorda för män, men även för bisexuella och lesbiska kvinnor.
- Bögporr, filmer med bara män i rollerna, ofta med fokus på analsex. Förutom homosexuella män är även heterosexuella kvinnor en stor konsumentgrupp.[31]
- Bisexuell pornografi, med både heterosexuella och homosexuella (manliga) samlag. Scenerna har oftast tre aktörer, två män och en kvinna.
- Animerad pornografi, främst gjord i Japan (se hentai).
- Filmer med gravida kvinnor. Dessa involverar ofta bröstmjölk på olika sätt.
- Transsexuell pornografi, med transsexuella i rollerna. Oftast har dessa genomfört kirurgi för att bli mer lika kvinnor och tagit hormonbehandling/genomgått kirurgiska ingrepp för att få bröst, men de har kvar sin penis.
- Gonzo, en filmkategori där kameramannen själv har en stor del i de sexscener som filmas och ingen som helst övergripande ramhandling finns. Inspirerad av gonzojournalistiken.
- En uppsjö av olika fetischismer har egna filmer.
- Oralsex
- Porr med fokus på ejakulation på/i till exempel munnen, vaginan (så kallat creampie), anus och över en kvinnas bröst.
- Amatörpornografi – både som äkta par och andra amatörer som spelar in sina samlag, eller med oetablerade och oftast unga porrskådespelerskor ("amatörer").

Ovanstående listning är endast ett litet urval. Pornografi har genom filmhistorien haft en förmåga till att utnyttja de mest skiftande material och historier, genom sin koppling till mänskliga sexuella fantasier. "Regel 34" (engelska: Rule 34) är idén om att "Om det finns, finns det porr av det. Inga undantag". Samtidigt anses det ibland att Internets algoritmer gör det svårare än tidigare att hitta fram till mer obskyra pornografiska produktioner. Pornografiska parodier på kända filmer är dock mycket vanligt förekommande.

### Sexfilmer med kända personer
Sedan den första videokameran har vissa använt den för att spela in olika saker med sig själva. Detta kan sammanfalla med mångas intresse av att se kända personer nakna. Privata naken- eller sexvideor med ett stort antal mediepersonligheter har spritts – ofta efter stöld eller spridning utan tillåtelse – till videodistributörer eller på Internet, till exempel Pamela Anderson, Paris Hilton, Tom Sizemore och Colin Farrell. Ibland har en karriär som mediepersonlighet inletts via en otillåtet spridd sexfilm som i fallet med Kim Kardashian.

## Olika länder

### Japan
Porrfilmsproduktionen i Japan är både i form av spelfilm, med skådespelare, och i tecknad form – som anime. I det senare fallet brukar pornografisk film omnämnas som hentai, ett begrepp som bokstavligen betyder "konstig" eller "pervers". I likhet med övrig anime, har historierna ofta kopplingar till motsvarande manga. I tecknad form förekommer även barnpornografisk film eller figurer som ser ut som barn, vilket hade varit förbjudet om riktiga barn varit inblandade.

### Sverige
Sverige har relativt lätta regleringar av porrfilm och därmed en väl etablerad inhemsk produktion och marknad för och av sådana filmer. Pornografin blev laglig i landet 1971, men samtidigt infördes skyltningsförbud. Det finns dock inte speciellt många svenska porrskådespelare, vilket gör att samma personer ofta spelat i olika filmer. Några kända porrskådespelare är Linda Lust och Samson Biceps. Under 2010-talet var både Puma Swede och Sanna Rough ofta intervjuade i större medier som representanter för branschens kvinnliga skådespelare.

### USA

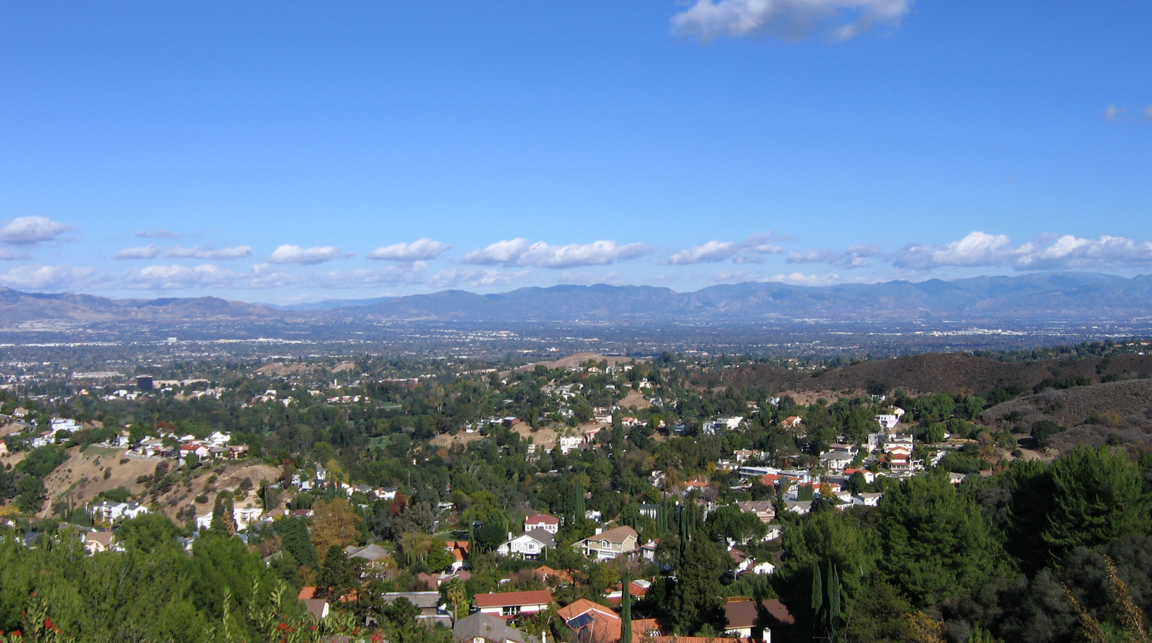
San Fernando Valley, porrfilmsbranschens motsvarighet till Hollywood.

En stor del av porrfilmsproduktionen äger rum i USA. Los Angeles-området är centrum för USA:s filmproduktion i allmänhet, både vad gäller biografdistribuerad storbudgetfilm i allmänhet ("Hollywood") och vad gäller porrfilmsproduktion. Minst 3 000 personer i södra Kalifornien beräknas arbeta inom den lokala porrfilmsindustrin, vars produkter får global spridning via Internet.
Majoriteten av USA:s porrfilmer spelas sedan 1970-talet in i lagerbyggnader eller villor i San Fernando Valley, strax norr om Los Angeles. I reda pengar nådde produktionen en topp på 1990-talet (strax innan Internet gjorde gratisporr mer lättillgängligt för en större publik), då enkom produktionerna från den dalen årligen omsatte motsvarande 4 miljarder US-dollar. Närheten till de tekniska resurserna i den reguljära filmbranschen i södra Kalifornien var huvudorsaken till att USA:s porrfilmsproduktion (som tidigare även var stor runt New York och San Francisco) migrerade till den sydkaliforniska solen.
Porrfilmsbranschen i USA är till viss del uppdelad mellan "väster" och "öster". I väster finns den stora massan av ofta större produktionsbolag inom mainstream-pornografi. De är i stor utsträckning baserade runt San Fernando Valley, plus bolag i och San Francisco (inklusive Kink.com) och Las Vegas (där man saknar kondomlagar). I Florida finns ett stort antal mindre bolag som ofta koncentrerat sig på "amatörpornografi", vilket i stor utsträckning involverar icke-etablerade skådespelare (fantasin om "the girl next door" – "den söta grannflickan") och produktioner till olika nischer och fetischer – inklusive våldspornografi. 2015 års omskrivna Netflix-dokumentär Hot Girls Wanted koncentrerade sig på den Florida-baserade porrfilmsindustrin, dess ibland manipulativa sätt att locka till sig unga kvinnor och branschens negativa aspekter. Konsumtionen drivs i viss mån av nyhetens behag, vilket ökar omsättningen bland unga skådespelare och leder till att endast ett fåtal får längre karriärer.

### Kanada och internationellt

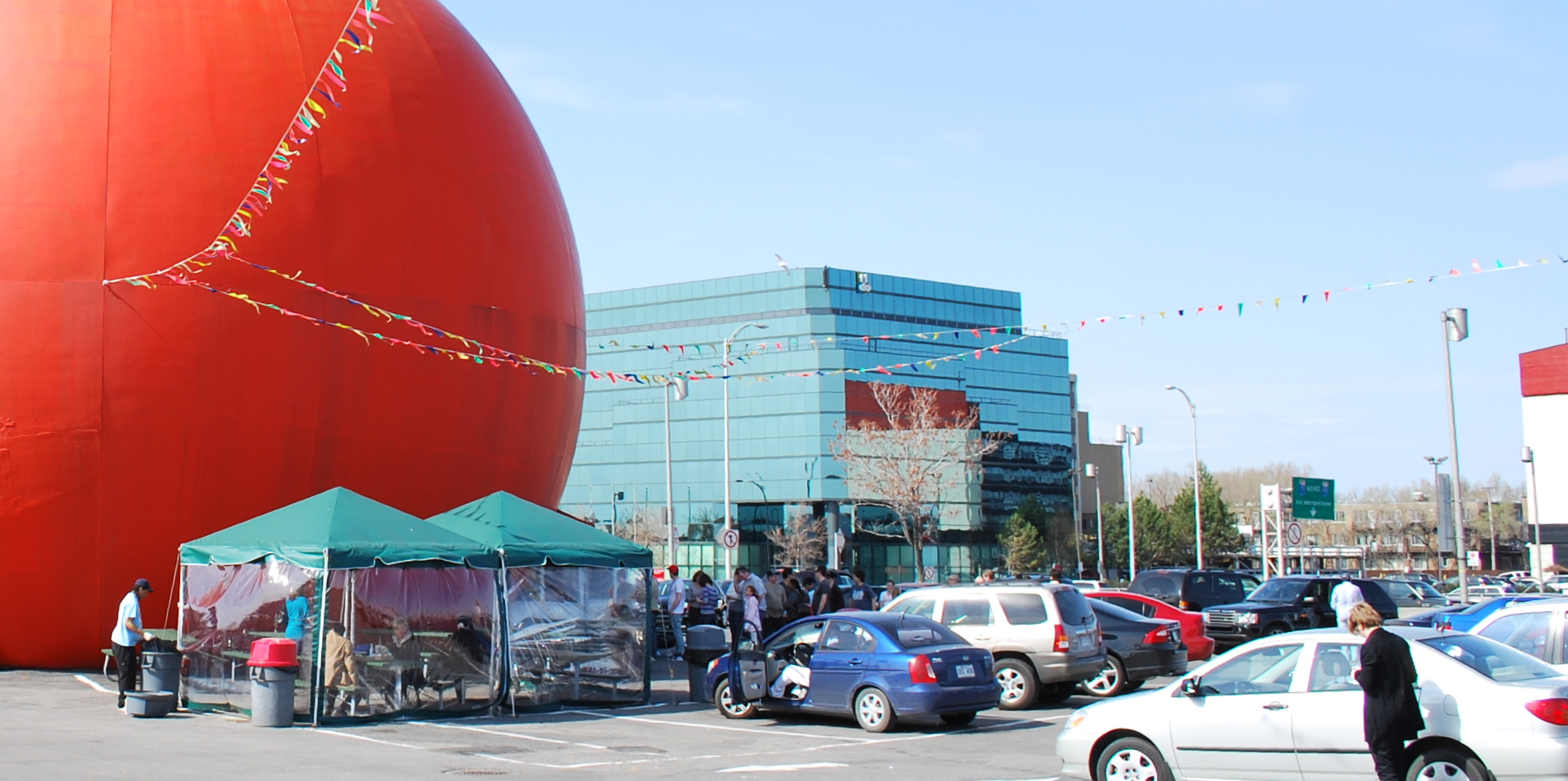
Till vänster i bild Gibeau Orange Julep (2010), en röd och klotrund snabbmatsrestaurang i Montréal, öppnad 1932. Där bakom syns byggnaden där Mindgeek numera har sitt huvudkontor.

Sedan slutet av 00-talet har gratissajterna på internet förändrat stora delar av (den nordamerikanska) porrbranschen. Mindgeek (fram till 2013 med namnet Manwin), ägare till Pornhub och en mängd andra gratissajter, är en av de större arbetsgivarna i kanadensiska Montréal, där man beräknas sysselsätta cirka 900 personer i en diskret kontorsbyggnad vid Boulevard Décarie. De övriga, enligt olika uppgifter mellan 100 och 500 anställda, är fördelade mellan ett dussintal länder. Bolagets framgångar har gjort att det kunnat köpa in sig i stora delar av den nordamerikanska porrbranschen, och man äger produktionsbolag och portaler som Brazzers och Men.com.
Även WGCZ (baserade i Tjeckien, äger XVideos och Xnxx) och Gamma Entertainment (baserade i Kanada, driver Adult Time) är IT-bolag med stora ägarintressen i branschen. I internetåldern har därför ett antal teknikföretag tagit över stora delar av den internationella porrbranschen, vilket kan jämföras med bland andra Facebooks och Googles maktpositioner inom informationsindustrin i stort. Anonyma ägarintressen i porrfilmsbranschen är dock inget nytt, säger de som ser tillbaka på hur produktion och distribution av porrfilmer under guldåren på 1970- och 1980-talet ofta kontrollerades av organiserad brottslighet.

## Risker vid produktionen

### Kondom, könssjukdomar
Då AIDS spreds i samhället under 1980-talet var det många inom porrfilmsindustrin som dog i sjukdomen. Ett känt exempel är John Holmes. För att försöka skydda sina aktörer har den amerikanska delen av branschen hårda krav på HIV-test en gång i månaden, något som senare utökades till varannan vecka. Om inte sådana test genomförs får aktören inte medverka i amerikanska filmer. Trots problemen med HIV/AIDS uppvisar porrfilmer sällan säkert sex. En normal porrfilm kan innehålla oskyddade sekvenser med analsex, vaginalsex och grupperingar med flera personer samtidigt.
I april 2004 testades två skådespelare – Darren James och Lara Roxx – som befanns vara HIV-positiva. Nyheten om detta slog ner som en bomb i den amerikanska porrfilmsbranschen, och 60 personer som haft scener med dessa förbjöds att arbeta fram till det de visat att de var HIV-negativa. Som en följd lades arbetet inom stora delar av branschen som tillverkade heterosexuell pornografi ner i 60 dagars tid. Fem personer diagnostiserades med viruset – en man och fyra kvinnor. James hade antagligen smittats när han filmade en porrfilm i Brasilien och därefter fört det vidare till de kvinnor han spelade in oskyddade samlagsscener med i andra filmer.
Detta utbrott av HIV fick staten Kalifornien att överväga lagstiftning, till exempel att tvinga alla i porrfilmsbranschen att använda kondom. Kondomanvändning vid porrfilmsinspelning är sedan 2012 obligatoriskt enligt lag i Los Angeles County (Measure B), medan folkomröstningen 2016 för hela Kalifornien i samma ämne gav flest nejröster. Denna lagstiftning är dock inte populär i hela branschen, då meningen med porr är att framställa tittarens fantasier och kondomer för det mesta inte är del av dessa fantasier. Användningen av kondom under en intensiv och längre sexakt – inspelningen av en pornografisk film eller scen kan ta flera timmar – anses ibland kunna leda till förslitningsskador.

### Övriga fysiska risker
Liksom i övrig produktion av mer eller mindre icke-realistisk film (se actionfilm eller västern), är de inblandade i en porrfilmsinspelning utsatta för ett antal olika fysiska och psykiska hälsorisker. Jämförbara risker, smärtproblem och förslitningsskador finns dock även inom ett antal olika konstnärliga scensammanhang, inklusive inom balett. Förutom risken för könssjukdomar, kan en skådespelare behöva göra olika förberedelser för att kunna genomföra analsex, avancerat oralsex eller dylikt. Det kan inkludera 24-timmarsfasta inför en scen, alternativt annan ovanlig mathållning. För att undvika resårränder och liknande på den kropp som på film visas i närbild går skådespelare ofta i säckiga och löst sittande kläder inför en tagning.
Djupintervjuer 2008 med 28 amerikanska porrskådespelare (18 kvinnliga och tio manliga) visade på risker med akrobatiska och oskyddade sexakter, drogmissbruk och plastikkirurgi (hos kvinnor ofta bröst-, läpp- eller stjärtförstoringar). Våld under en filminspelning kan, fel använt, ge bestående spår. Många både går in i och lämnar branschen med osäker ekonomisk ställning, och psykiska problem är relativt vanliga. Fler kvinnor än män anses utsättas för hälsorelaterade risker, även om det vanliga fokuset på mannens könsorgan och dess erektion leder till flitigt bruk av prestationshöjande medel.
Skådespelande inom pornografiska produktioner är även i övrigt ofta fysiskt krävande, med ovanliga och ibland riskfyllda kroppsställningar och situationer. I likhet med actionfilmer är akrobatiskt utformade scener vanliga, och heterosexuell pornografi anpassad till manliga konsumenter (den överlägset vanligaste typen) prioriterar ofta scener där kvinnliga skådespelare är föremål för manliga skådespelares fysiska dominans. Kroppsdelar som flitigt utsätts på fysiska påfrestningar är knän (i samband med fellatio i knäsittande ställning), och för kvinnliga skådespelare inom mainstreampornografi är skor med stilettklackar mycket vanligt förekommande. Syftet med de högklackade skorna är ofta att ge en mer erotisk känsla, vilken enligt vissa även ska påminna betraktaren om utmanande sexarbetare i gemen.
Skådespelare som deltar i mer akrobatiska scener kan – som i fallet med Adriana Chechik – även drabbas av ryggskador. Hon jämför själv den här typen av fysiskt utmanande skådespeleri med fribrottning, och skådespeleriet kräver ofta målmedveten träning för att förbereda sig fysiskt. Till skillnad mot den reguljära filmbranschen har porrskådespelare sällan tillgång till stuntmän/-kvinnor för de mer krävande scenerna. Kiropraktiker anlitas ofta av kvinnliga skådespelare för att rätta till olika ledproblem.
Övergående sveda kan inträffa i samband med att sperma träffar ögon, och vid mer våldsinkluderande produktioner kan medverkande drabbas av olika typer av kroppsskador. Detta inkluderar hudskador under BDSM-relaterade scener, liksom framprovocerad kräkning genom djup fellatio (vilken utlöser kräkreflexen; scenen är ofta producerad för sin spektakulära eller dominerande känsla).
Oskyddat sex och flitigt byte av penetration i anus och andra kroppsöppningar kan sprida bakterier. Så länge som bakterierna inte tillhör en annan person, är dock smittoeffekten ofta inte allvarlig.
En enligt vissa stor del av den nutida pornografiska filmproduktionen sker av människor påverkade av metamfetamin. Denna "partydrog" kopplas ofta samman med en ökad sexuell lust (se kemsex) och en mer gränslös sexuellt utlevelse. Konsumtion kan även bidra till en längre tid till att nå orgasm. WGCZ har stor produktionskapacitet i Tjeckien, ett land som ofta förknippas med en stor produktion av metamfetamin.

### Psykiska risker
Inom produktionen av pornografisk film ikläder sig skådespelaren ofta en persona eller alter ego (de flesta porrskådespelare har artistnamn, utöver den spelade rollfigurens namn), där man tydligt skiljer på arbetet och privatlivet. Framför allt kvinnliga skådespelare omges ofta av en sexuell aura även utanför själva produktionerna, vilket gynnar marknadsföringen av de produktioner som de deltar i. Många pornografiska skådespelare vittnar om svårigheten att etablera eller hantera längre parförhållanden, under tiden de arbetar med pornografi; dock finns det ett stort antal par där båda två verkar inom branschen.
Drogmissbruk är relativt vanligt förekommande i yrket, och ett antal uppmärksammade fall av självmord har satt fokus på den psykiska utsattheten hos skådespelarna. Efter Savannahs självmord 1994 etablerades en stödtjänst för skådespelare, och senare har Pineapple Support etablerats med bas i Kalifornien. Även problemet med att hantera det omgivande samhällets ofta oförstående attityd mot den här formen av skådespeleri kan vara en stor utmaning.

### Stigma och religion
Deltagande i pornografiska produktioner leder lätt till en nedvärderande stämpel som sexarbetare, vilket på grund av arbetets ofta kontroversiella karaktär kan försvåra anställning i någon annan sektor. En skådespelare kan bli tätt förknippad med rollprestationer som man ger, och den allt större tillgängligheten för materialet – via Internets genomslagskraft och mängden stora gratissajter – gör att ens rollprestationer ofta leder till oönskad uppmärksamhet. I en era där snart sagt alla människor är närvarande på Internet, tar ofta personalrekryterare för vana att söka efter vad en anställningsbar kandidat ägnat sig åt tidigare. Detta leder lätt till att negativa åsikter omkring materialet – eller företagets ovilja att förknippas med sexbranschen – förs vidare och kan försvåra för en porrskådespelare att byta bransch. Att använda artistnamn är dock ett sätt att undvika att privat bli sammankopplad med sin "porrpersona", men finanssektorns önskan att distansera sig från människohandel leder oavsett till arbetsmässiga problem och mindre pengar för branschen att dela på.
Detta till trots finns ett antal exempel på personer som gått in i eller ut ur den pornografiska branschen med någorlunda positivt resultat. 2022 övergick Chloe Cherry från en karriär som skådespelare i ofta avancerade pornografiska produktioner till skådespelande i TV-serien Euphoria; samtidigt började hon arbeta som klädmodell för bland annat Versace. Sasha Grey började som porrskådespelare och fortsatte via insatser i långfilmer och TV-serier istället verka som influerare och videoproducent på Twitch. Stoya har på senare år blandat pornografiskt skådespelande i egna produktioner med deltagande i filmer och poddar samt journalistiska texter. Bland personer som gått till branschen finns Maitland Ward, som efter ett par decennier i TV- och filmproduktioner som Glamour och Här är ditt liv, Cory i 40-årsåldern inlett en karriär som porrskådespelare.
Relativt många porrskådespelare går in i branschen från en uppväxt i tydligt religiösa miljöer. De säger sig ibland välja branschen just utifrån sina tidigare erfarenheter av en konservativ och enligt dem ofta ofri miljö. Andra har sökt sig till religionen, efter mindre goda erfarenheter från sin tid i porrbranschen. Ytterligare andra försöka kombinera sin tro med sexarbete.

## Kritik
Porrfilm är i likhet med andra pornografiska uttrycksmedel omdebatterad, dels av feministiska kretsar, dels av andra opinionsbildare med sexualmoralistiska motiv (särskilt religiösa organisationer). 
Några av de punkter som (heterosexuella) porrfilmer har kritiserats för är:
- Då kvinnornas underliv oftast är i fokus för filmens handling menar kritikerna att kvinnokroppen blir blott ett redskap för mannens onani och sexuella fantasier.
- Ett alltför ensidigt utbud av yngre kvinnor i filmerna leder till att sexualiteten framställs som en mänsklig aktivitet begränsad till kvinnor i åldrarna 15 till 25 år, medan männen ofta är äldre. Dock finns det porrfilmer med äldre kvinnor och yngre män.
- Samlagssekvenserna avslutas vanligen med att mannen/männen får utlösning på kvinnans/kvinnornas stjärt, mage, bröst eller ansikte, vilket man menar försätter kvinnan/kvinnorna i en underordnad position.

Porrfilmen som exklusivt uttrycksmedel för mannens dominans över kvinnan har i sin tur ifrågasatts. Bland annat har kritiken vissa svårigheter att förklara gayporr, där vanligtvis endast män förekommer, eller lesbisk pornografi där endast kvinnor medverkar i produktionen. Den överväldigande majoriteten av pornografisk film produceras dock fortfarande av män och med en heterosexuell man som primär målgrupp, där produktionen anpassas till principen om den manliga blicken, vilken även är aktiv inom majoriteten av produktioner utanför porrfilmsvärlden.